# Nghệ thuật cộng đồng
Nghệ thuật cộng đồng, hay còn gọi là nghệ thuật xã hội, hoặc hiếm hoi gọi là nghệ thuật đối thoại, là việc thực hành nghệ thuật dựa trên nền tảng và phát sinh trong bối cảnh cộng đồng. Khái niệm này gần nghĩa với thực tế xã hội và khuynh hướng xã hội Các tác phẩm ở dạng này có thể là bất kỳ phương tiện truyền thông nào và mang đặc điểm của sự tương tác hoặc đối thoại với cộng đồng. Các nghệ sĩ chuyên nghiệp có thể hợp tác với các cộng đồng mà thường ngày có thể không dính dáng đến nghệ thuật. Thuật ngữ này được định nghĩa vào cuối thập niên 1960 khi việc thực hành gia tăng ở Hoa Kỳ, Canada, Hà Lan, Vương quốc Anh, Ireland và Úc. Tại vùng Scandinavia, cụm từ "nghệ thuật cộng đồng" thường chỉ đến các dự án nghệ thuật đương đại hơn.